# Lliga Europa de la UEFA 2015-2016
La Lliga Europa de la UEFA 2015-2016 fou la 45ena edició de la Lliga Europa de la UEFA, la segona competició europea de clubs de futbol en importància organitzada per la UEFA, i la 7a edició des que la competició fou reanomenada des del nom antic de Copa de la UEFA.
La final es va disputar entre el Liverpool FC i el Sevilla FC a St. Jakob-Park, Basilea, Suïssa i fou guanyada pel Sevilla, en la seva tercera victòria consecutiva al torneig, i cinquena en total.

## Fase classificatòria
En la fase classificatòria els equips es divideixen en caps de sèrie i no segons els coeficients UEFA.

### Primera ronda de classificació
El sorteig de les dues primeres rondes fou el 22 de juny de 2015. L'anada es disputà el dia 30 de juny i 2 de juliol, i la tornada el 7 i 9 de juliol de 2015.
| Equip 1             | Global       | Equip 2                | Anada | Tornada   |
| ------------------- | ------------ | ---------------------- | ----- | --------- |
| Víkingur            | 2–3          | Koper                  | 0–1   | 2–2       |
| Sheriff Tiraspol    | 0–3          | Odd                    | 0–3   | 0–0       |
| Kukësi              | 2–0          | Torpedo-BelAZ Zhodino  | 2–0   | 0–0       |
| Alashkert           | 2–2 (gcc)    | St. Johnstone          | 1–0   | 1–2       |
| Jelgava             | 3–3 (gcc)    | Litex Lovech           | 1–1   | 2–2       |
| Newtown             | 4–2          | Valletta               | 2–1   | 2–1       |
| Dinamo Tbilisi      | 2–3          | Qabala                 | 2–1   | 0–2       |
| Renova              | 1–5          | Dacia Chișinău         | 0–1   | 1–4       |
| Olimpic             | 1–1 (gcc)    | Spartak Trnava         | 1–1   | 0–0       |
| West Ham United     | 4–0[A]       | Lusitanos              | 3–0   | 1–0       |
| Glenavon            | 1–5          | Shakhtyor Salihorsk    | 1–2   | 0–3       |
| Differdange 03      | 4–3          | Bala Town              | 3–1   | 1–2       |
| Shkëndija           | 1–1 (gcc)    | Aberdeen               | 1–1   | 0–0       |
| Víkingur            | 0–2          | Rosenborg              | 0–2   | 0–0       |
| SJK                 | 0–2          | FH                     | 0–1   | 0–1       |
| Linfield            | 5–4[A]       | NSÍ                    | 2–0   | 3–4       |
| Brøndby             | 11–0         | Juvenes/Dogana         | 9–0   | 2–0       |
| MTK                 | 1–3          | FK Vojvodina           | 0–0   | 1–3       |
| Skonto              | 4–1          | St. Patrick’s Athletic | 2–1   | 2–0       |
| Lahti               | 2–7          | Elfsborg               | 2–2   | 0–5       |
| Atlantas            | 1–5          | Beroe Stara Zagora     | 0–2   | 1–3       |
| Debrecen            | 3–2          | Sutjeska Nikšić        | 3–0   | 0–2       |
| Ordabasy            | 1–2          | Beitar Jerusalem       | 0–0   | 1–2       |
| Balzan              | 0–3          | Željezničar            | 0–2   | 0–1       |
| Sillamäe Kalev      | 3–7          | Hajduk Split           | 1–1   | 2–6       |
| Budućnost Podgorica | 1–3[A]       | Spartaks Jūrmala       | 1–3   | 0–0       |
| Estrella Roja       | 1–4          | Kairat                 | 0–2   | 1–2       |
| Flora Tallinn       | 1–2          | Rabotnički             | 1–0   | 0–2       |
| Sant Julià          | 0–4          | Randers                | 0–1   | 0–3       |
| Saxan               | 0–4          | Apollon Limassol       | 0–2   | 0–2       |
| Progrès Niedercorn  | 0–3          | Shamrock Rovers        | 0–0   | 0–3       |
| Aktobe              | 0–1          | Nõmme Kalju            | 0–1   | 0–0       |
| Dinamo Batumi       | 1–2          | Omonia                 | 1–0   | 0–2       |
| Kruoja Pakruojis    | 0–9          | Jagiellonia Białystok  | 0–1   | 0–8       |
| Shirak              | 3–2          | Zrinjski Mostar        | 2–0   | 1–2       |
| Cork City           | 2–3          | KR                     | 1–1   | 1–2 (pr.) |
| Go Ahead Eagles     | 2–5          | Ferencváros            | 1–1   | 1–4       |
| Trakai              | 7–1          | HB                     | 3–0   | 4–1       |
| Laçi                | 1–1 (gcc)    | Inter Baku             | 1–1   | 0–0       |
| VPS                 | 2–6          | AIK                    | 2–2   | 0–4       |
| UCD                 | 2–2 (gcc)    | F91 Dudelange          | 1–0   | 1–2       |
| Domžale             | 0–1          | Čukarički              | 0–1   | 0–0       |
| Glentoran           | 1–7          | Žilina                 | 1–4   | 0–3       |
| Strømsgodset        | 4–1[A]       | Partizani Tirana       | 3–1   | 1–0       |
| Neftçi Baku         | 3–3 (gcc)[A] | Mladost Podgorica      | 2–2   | 1–1       |
| Celje               | 1–4          | Śląsk Wrocław          | 0–1   | 1–3       |
| La Fiorita          | 1–10         | Vaduz                  | 0–5   | 1–5       |
| Birkirkara          | 3–1          | Ulisses                | 0–0   | 3–1       |
| Airbus UK Broughton | 3–5          | Lokomotiva             | 1–3   | 2–2       |
| Botoșani            | 4–2          | Spartaki Tskhinvali    | 1–1   | 3–1       |
| Europa FC           | 0–9          | Slovan Bratislava      | 0–6   | 0–3       |

Notes
- A. ^  Ordre dels partits modificat després del sorteig.

### Segona ronda de classificació
L'anada es disputà el dia 16 de juliol, i la tornada el 21 i 23 de juliol de 2015.
| Equip 1               | Global      | Equip 2           | Anada | Tornada   |
| --------------------- | ----------- | ----------------- | ----- | --------- |
| Kukësi                | 4–3         | Mladost Podgorica | 0–1   | 4–2       |
| Lokomotiva            | 2–7         | PAOK              | 2–1   | 0–6       |
| Slovan Bratislava     | 6–1         | UCD               | 1–0   | 5–1       |
| Ferencváros           | 0–3         | Željezničar       | 0–1   | 0–2       |
| Vaduz                 | 5–1         | Nõmme Kalju       | 3–1   | 2–0       |
| Beroe Stara Zagora    | 0–1         | Brøndby           | 0–1   | 0–0       |
| KR                    | 0–4         | Rosenborg         | 0–1   | 0–3       |
| AIK                   | 4–0         | Shirak            | 2–0   | 2–0       |
| Legia Varsòvia        | 4–0         | Botoșani          | 1–0   | 3–0       |
| Dacia Chișinău        | 3–6         | Žilina            | 1–2   | 2–4       |
| Shamrock Rovers       | 1–4         | Odd               | 0–2   | 1–2       |
| Hapoel Be'er Sheva    | 2–3         | Thun              | 1–1   | 1–2       |
| Kairat                | 4–2         | Alashkert         | 3–0   | 1–2       |
| FK Vojvodina          | 4–1         | Spartaks Jūrmala  | 3–0   | 1–1       |
| Jagiellonia Białystok | 0–1         | Omonia            | 0–0   | 0–1       |
| Jelgava               | 1–2         | Rabotnički        | 1–0   | 0–2       |
| Čukarički             | 1–2         | Qabala            | 1–0   | 0–2       |
| Shakhtyor Salihorsk   | 0–3         | Wolfsberger AC    | 0–1   | 0–2       |
| Trabzonspor           | 3–1         | Differdange 03    | 1–0   | 2–1       |
| Charleroi             | 9–2         | Beitar Jerusalem  | 5–1   | 4–1       |
| Randers               | 0–1         | Elfsborg          | 0–0   | 0–1 (pr.) |
| Mladá Boleslav        | 2–2 (gcc)   | Strømsgodset      | 1–2   | 1–0       |
| Cherno More Varna     | 1–5         | Dinamo Minsk      | 1–1   | 0–4       |
| NK Rijeka             | 2–5         | Aberdeen          | 0–3   | 2–2       |
| West Ham United       | 1–1 (5–3 p) | Birkirkara        | 1–0   | 0–1 (pr.) |
| Apollon Limassol      | 4–0         | Trakai            | 4–0   | 0–0       |
| Koper                 | 4–6         | Hajduk Split      | 3–2   | 1–4       |
| FH                    | 3–4         | Inter Baku        | 1–2   | 2–2 (pr.) |
| Inverness             | 0–1         | Astra Giurgiu     | 0–1   | 0–0       |
| Spartak Trnava        | 5–2         | Linfield          | 2–1   | 3–1       |
| Copenhague            | 5–1         | Newtown           | 2–0   | 3–1       |
| Śląsk Wrocław         | 0–2         | IFK Göteborg      | 0–0   | 0–2       |
| Skonto                | 4–11        | Debrecen          | 2–2   | 2–9       |

### Tercera ronda de classificació
El sorteig se celebrà el 17 de juliol de 2015. L'anada es disputà el 29 i 30 de juliol, i la tornada el 6 d'agost de 2015.
| Equip 1              | Global    | Equip 2              | Anada  | Tornada   |
| -------------------- | --------- | -------------------- | ------ | --------- |
| FC Zürich            | 1–2       | Dinamo Minsk         | 0–1    | 1–1 (pr.) |
| Kairat               | 3–2       | Aberdeen             | 2–1    | 1–1       |
| Žilina               | 3–3 (gcc) | Vorskla Poltava      | 2–0    | 1–3 (pr.) |
| AZ Alkmaar           | 4–1       | İstanbul Başakşehir  | 2–0    | 2–1       |
| Girondins de Bordeus | 4–0       | AEK Làrnaca          | 3–0    | 1–0       |
| PAOK                 | 2–1       | Spartak Trnava       | 1–0    | 1–1       |
| Târgu Mureş          | 2–4       | Saint-Étienne        | 0–3    | 2–1       |
| Debrecen             | 3–6       | Rosenborg            | 2–3    | 1–3       |
| Jablonec             | 3–3 (gcc) | Copenhague           | 0–1    | 3–2       |
| Thun                 | 2–2 (gcc) | Vaduz                | 0–0    | 2–2       |
| Belenenses           | 2–1       | IFK Göteborg         | 2–1    | 0–0       |
| Sampdoria            | 2–4       | FK Vojvodina         | 0–4    | 2–0       |
| Kukësi               | 0–4       | Legia Varsòvia       | 0–3[C] | 0–1       |
| Charleroi            | 0–5       | Zorya Luhansk        | 0–2    | 0–3       |
| Sturm Graz           | 3–4       | Rubin Kazan          | 2–3    | 1–1       |
| Elfsborg             | 2–3       | Odd                  | 2–1    | 0–2       |
| Southampton          | 5–0       | Vitesse              | 3–0    | 2–0       |
| Slovan Liberec       | 5–1       | Ironi Kiryat Shmona  | 2–1    | 3–0       |
| Apollon Limassol     | 1–2[B]    | Qabala               | 1–1    | 0–1       |
| Wolfsberger AC       | 0–6       | Borussia Dortmund    | 0–1    | 0–5       |
| AIK                  | 1–4       | Atromitos            | 1–3    | 0–1       |
| Standard de Liège    | 3–1       | Željezničar          | 2–1    | 1–0       |
| West Ham United      | 3–4       | Astra Giurgiu        | 2–2    | 1–2       |
| Athletic Club        | 2–0       | Inter Baku           | 2–0    | 0–0       |
| Rabotnički           | 2–1       | Trabzonspor          | 1–0    | 1–1 (pr.) |
| Brøndby              | 2–2 (gcc) | Omonia               | 0–0    | 2–2       |
| Rheindorf Altach     | 6–2       | Vitória de Guimarães | 2–1    | 4–1       |
| Hajduk Split         | 4–0       | Strømsgodset         | 2–0    | 2–0       |
| FC Krasnodar         | 5–3       | Slovan Bratislava    | 2–0    | 3–3       |

Notes
- B. ^  Ordre dels partits modificat després del sorteig.
- C. ^  UEFA concedí a Legia Varsòvia la victòria per 3–0 contra el Kukësi, després que el jugador del Legia Ondrej Duda fos colpejat al cap amb una pedra per part d'un seguidor del Kukësi. El partit fou interromput als 7 minuts del segon temps, quan anaven 2–1 pel Legia Varsòvia.[12][13]

## Ronda eliminatòria
El sorteig se celebrà el 7 d'agost de 2015. L'anada es disputà el 20 d'agost, i la tornada el 27 d'agost de 2015.
| Equip 1              | Global      | Equip 2           | Anada | Tornada |
| -------------------- | ----------- | ----------------- | ----- | ------- |
| Rheindorf Altach     | 0–1         | Belenenses        | 0–1   | 0–0     |
| Žilina               | 3–3 (gcc)   | Athletic Club     | 3–2   | 0–1     |
| Steaua București     | 1–3         | Rosenborg         | 0–3   | 1–0     |
| Zorya Luhansk        | 2–4         | Legia Varsòvia    | 0–1   | 2–3     |
| Viktoria Plzeň       | 5–0         | FK Vojvodina      | 3–0   | 2–0     |
| Milsami Orhei        | 1–2         | Saint-Étienne     | 1–1   | 0–1     |
| AFC Ajax             | 1–0         | Jablonec          | 1–0   | 0–0     |
| Young Boys           | 0–4         | Qarabağ           | 0–1   | 0–3     |
| Molde                | 3–3 (gcc)   | Standard de Liège | 2–0   | 1–3     |
| PAOK                 | 6–1         | Brøndby           | 5–0   | 1–1     |
| Girondins de Bordeus | 2–2 (gcc)   | Kairat            | 1–0   | 1–2     |
| Lech Poznań          | 4–0         | Videoton          | 3–0   | 1–0     |
| Dinamo Minsk         | 2–2 (3–2 p) | Red Bull Salzburg | 2–0   | 0–2     |
| Rabotnički           | 1–2         | Rubin Kazan       | 1–1   | 0–1     |
| Slovan Liberec       | 2–0         | Hajduk Split      | 1–0   | 1–0     |
| Atromitos            | 0–4         | Fenerbahçe SK     | 0–1   | 0–3     |
| Qabala               | 2–2 (gcc)   | Panathinaikos FC  | 0–0   | 2–2     |
| Southampton          | 1–2         | Midtjylland       | 1–1   | 0–1     |
| Astra Giurgiu        | 3–4         | AZ Alkmaar        | 3–2   | 0–2     |
| Odd                  | 5–11        | Borussia Dortmund | 3–4   | 2–7     |
| FC Krasnodar         | 5–1         | HJK               | 5–1   | 0–0     |
| Sparta Praga         | 6–4         | Thun              | 3–1   | 3–3     |

## Fase de grups
El sorteig se celebrà a Mònaco el 28 d'agost de 2015. Els 48 equips es dividiren en quatre grups segons coeficients.
| Clau de colors                                         |
| ------------------------------------------------------ |
| Campions i segons es classifiquen per la següent ronda |
| Eliminats                                              |

### Grup A
| Pos. | Equip         | Pts | J | V | E | D | GF | GC | DG |
| ---- | ------------- | --- | - | - | - | - | -- | -- | -- |
| 1    | Molde         | 11  | 6 | 3 | 2 | 1 | 10 | 7  | +3 |
| 2    | Fenerbahçe SK | 9   | 6 | 2 | 3 | 1 | 7  | 6  | +1 |
| 3    | AFC Ajax      | 7   | 6 | 1 | 4 | 1 | 6  | 6  | +0 |
| 4    | Celtic FC     | 3   | 6 | 0 | 3 | 3 | 8  | 12 | –4 |

|               | AJA | CEL | FER | MOL |
| ------------- | --- | --- | --- | --- |
| AFC Ajax      | –   | 2–2 | 0–0 | 1–1 |
| Celtic FC     | 1–2 | –   | 2–2 | 1–2 |
| Fenerbahçe SK | 1–0 | 1–1 | –   | 1–3 |
| Molde         | 1–1 | 3–1 | 0–2 | –   |

### Grup B
| Pos. | Equip                   | Pts | J | V | E | D | GF | GC | DG |
| ---- | ----------------------- | --- | - | - | - | - | -- | -- | -- |
| 1    | Liverpool FC            | 10  | 6 | 2 | 4 | 0 | 6  | 4  | +2 |
| 2    | FC Sion                 | 9   | 6 | 2 | 3 | 1 | 5  | 5  | +0 |
| 3    | Rubin Kazan             | 6   | 6 | 1 | 3 | 2 | 6  | 6  | +0 |
| 4    | FC Girondins de Bordeus | 4   | 6 | 0 | 4 | 2 | 5  | 7  | –2 |

|                         | RUB | LIV | BOR | SIO |
| ----------------------- | --- | --- | --- | --- |
| Rubin Kazan             | –   | 0–1 | 0–0 | 2–0 |
| Liverpool FC            | 1–1 | –   | 2–1 | 1–1 |
| FC Girondins de Bordeus | 2–2 | 1–1 | –   | 0–1 |
| FC Sion                 | 2–1 | 0–0 | 1–1 | –   |

### Grup C
| Pos. | Equip             | Pts | J | V | E | D | GF | GC | DG  |
| ---- | ----------------- | --- | - | - | - | - | -- | -- | --- |
| 1    | FC Krasnodar      | 13  | 6 | 4 | 1 | 1 | 9  | 4  | +5  |
| 2    | Borussia Dortmund | 10  | 6 | 3 | 1 | 2 | 10 | 5  | +5  |
| 3    | PAOK Salònica FC  | 7   | 6 | 1 | 4 | 1 | 3  | 3  | +0  |
| 4    | Qabala            | 2   | 6 | 0 | 2 | 4 | 2  | 12 | –10 |

|                   | BDO | PAO | KRA | GAB |
| ----------------- | --- | --- | --- | --- |
| Borussia Dortmund | –   | 0–1 | 2–1 | 4–0 |
| PAOK Salònica FC  | 1–1 | –   | 0–0 | 0–0 |
| FC Krasnodar      | 1–0 | 2–1 | –   | 2–1 |
| Qabala            | 1–3 | 0–0 | 0–3 | –   |

### Grup D
| Pos. | Equip          | Pts | J | V | E | D | GF | GC | DG  |
| ---- | -------------- | --- | - | - | - | - | -- | -- | --- |
| 1    | SSC Napoli     | 18  | 6 | 6 | 0 | 0 | 22 | 3  | +19 |
| 2    | Midtjylland    | 7   | 6 | 2 | 1 | 3 | 6  | 12 | –6  |
| 3    | Club Brugge    | 5   | 6 | 1 | 2 | 3 | 4  | 11 | –7  |
| 4    | Legia Varsòvia | 4   | 6 | 1 | 1 | 4 | 4  | 10 | –6  |

|                | NAP | BRU | LEG | MID |
| -------------- | --- | --- | --- | --- |
| SSC Napoli     | –   | 5–0 | 5–2 | 5–0 |
| Club Brugge    | 0–1 | –   | 1–0 | 1–3 |
| Legia Varsòvia | 0–2 | 1–1 | –   | 1–0 |
| Midtjylland    | 1–4 | 1–1 | 1–0 | –   |

### Grup E
| Pos. | Equip          | Pts | J | V | E | D | GF | GC | DG |
| ---- | -------------- | --- | - | - | - | - | -- | -- | -- |
| 1    | Rapid Viena    | 15  | 6 | 5 | 0 | 1 | 10 | 6  | +4 |
| 2    | Vila-real CF   | 13  | 6 | 4 | 1 | 1 | 12 | 6  | +6 |
| 3    | Viktoria Plzeň | 4   | 6 | 1 | 1 | 4 | 8  | 10 | –2 |
| 4    | Dinamo Minsk   | 3   | 6 | 1 | 0 | 5 | 3  | 11 | –8 |

|                | VIL | VIK | RAP | DIN |
| -------------- | --- | --- | --- | --- |
| Vila-real CF   | –   | 1–0 | 1–0 | 4–0 |
| Viktoria Plzeň | 3–3 | –   | 1–2 | 2–0 |
| Rapid Viena    | 2–1 | 3–2 | –   | 2–1 |
| Dinamo Minsk   | 1–2 | 1–0 | 0–1 | –   |

### Grup F
| Pos. | Equip                 | Pts | J | V | E | D | GF | GC | DG |
| ---- | --------------------- | --- | - | - | - | - | -- | -- | -- |
| 1    | SC Braga              | 13  | 6 | 4 | 1 | 1 | 7  | 4  | +3 |
| 2    | Olympique de Marsella | 12  | 6 | 4 | 0 | 2 | 12 | 7  | +5 |
| 3    | Slovan Liberec        | 7   | 6 | 2 | 1 | 3 | 6  | 8  | -2 |
| 4    | FC Groningen          | 2   | 6 | 0 | 2 | 4 | 2  | 8  | –6 |

|                       | OLY | BRA | SLO | GRO |
| --------------------- | --- | --- | --- | --- |
| Olympique de Marsella | –   | 1–0 | 0–1 | 2–1 |
| SC Braga              | 3–2 | –   | 2–1 | 1–0 |
| Slovan Liberec        | 2–4 | 0–1 | –   | 1–1 |
| FC Groningen          | 0–3 | 0–0 | 0–1 | –   |

### Grup G
| Pos. | Equip                 | Pts | J | V | E | D | GF | GC | DG |
| ---- | --------------------- | --- | - | - | - | - | -- | -- | -- |
| 1    | SS Lazio              | 14  | 6 | 4 | 2 | 0 | 13 | 6  | +7 |
| 2    | AS Saint-Étienne      | 9   | 6 | 2 | 3 | 1 | 10 | 7  | +3 |
| 3    | Dnipro Dnipropetrovsk | 7   | 6 | 2 | 1 | 3 | 6  | 8  | -2 |
| 4    | Rosenborg BK          | 2   | 6 | 0 | 2 | 4 | 4  | 12 | –8 |

|                       | DNI | LAZ | SAI | ROS |
| --------------------- | --- | --- | --- | --- |
| Dnipro Dnipropetrovsk | –   | 1–1 | 0–1 | 3–0 |
| SS Lazio              | 3–1 | –   | 3–2 | 3–1 |
| AS Saint-Étienne      | 3–0 | 1–1 | –   | 2–2 |
| Rosenborg BK          | 0–1 | 0–2 | 1–1 | –   |

### Grup H
| Pos. | Equip            | Pts | J | V | E | D | GF | GC | DG |
| ---- | ---------------- | --- | - | - | - | - | -- | -- | -- |
| 1    | Lokomotiv Moscou | 11  | 6 | 3 | 2 | 1 | 12 | 7  | +5 |
| 2    | Sporting CP      | 10  | 6 | 3 | 1 | 2 | 14 | 11 | +3 |
| 3    | Beşiktaş JK      | 9   | 6 | 2 | 3 | 1 | 6  | 3  | +3 |
| 4    | Skënderbeu Korçë | 3   | 6 | 1 | 0 | 5 | 4  | 13 | –9 |

|                  | SPO | BES | LOK | SKE |
| ---------------- | --- | --- | --- | --- |
| Sporting CP      | –   | 3–1 | 1–3 | 5–1 |
| Beşiktaş JK      | 1–1 | –   | 1–1 | 2–0 |
| Lokomotiv Moscou | 2–4 | 1–1 | –   | 2–0 |
| Skënderbeu Korçë | 3–0 | 0–1 | 0–3 | –   |

### Grup I
| Pos. | Equip            | Pts | J | V | E | D | GF | GC | DG |
| ---- | ---------------- | --- | - | - | - | - | -- | -- | -- |
| 1    | FC Basel         | 11  | 6 | 4 | 1 | 1 | 10 | 5  | +5 |
| 2    | ACF Fiorentina   | 10  | 6 | 3 | 1 | 2 | 11 | 6  | +5 |
| 3    | Lech Poznań      | 5   | 6 | 1 | 2 | 3 | 2  | 6  | -4 |
| 4    | CF Os Belenenses | 5   | 6 | 1 | 2 | 3 | 2  | 8  | -6 |

|                  | BAS | FIO | LEC | BEL |
| ---------------- | --- | --- | --- | --- |
| FC Basel         | –   | 2–2 | 2–0 | 1–2 |
| ACF Fiorentina   | 1–2 | –   | 1–2 | 1–0 |
| Lech Poznań      | 0–1 | 0–2 | –   | 0–0 |
| CF Os Belenenses | 0–2 | 0–4 | 0–0 | –   |

### Grup J
| Pos. | Equip                | Pts | J | V | E | D | GF | GC | DG |
| ---- | -------------------- | --- | - | - | - | - | -- | -- | -- |
| 1    | Tottenham Hotspur FC | 13  | 6 | 4 | 1 | 1 | 12 | 6  | +6 |
| 2    | RSC Anderlecht       | 10  | 6 | 3 | 1 | 2 | 8  | 6  | +2 |
| 3    | AS Monaco            | 6   | 6 | 1 | 3 | 2 | 5  | 9  | -4 |
| 4    | Qarabağ              | 4   | 6 | 1 | 1 | 4 | 4  | 8  | -4 |

|                      | TOT | AND | MON | QAR |
| -------------------- | --- | --- | --- | --- |
| Tottenham Hotspur FC | –   | 2–1 | 4–1 | 3–1 |
| RSC Anderlecht       | 2–1 | –   | 1–1 | 2–1 |
| AS Monaco            | 1–1 | 0–2 | –   | 1–0 |
| Qarabağ              | 0–1 | 1–0 | 1–1 | –   |

### Grup K
| Pos. | Equip           | Pts | J | V | E | D | GF | GC | DG  |
| ---- | --------------- | --- | - | - | - | - | -- | -- | --- |
| 1    | FC Schalke 04   | 14  | 6 | 4 | 2 | 0 | 15 | 3  | +12 |
| 2    | Sparta Praga    | 12  | 6 | 3 | 3 | 0 | 10 | 5  | +5  |
| 3    | Asteras Tripoli | 4   | 6 | 1 | 1 | 4 | 4  | 12 | -8  |
| 4    | APOEL FC        | 3   | 6 | 1 | 0 | 5 | 3  | 12 | -9  |

|                 | SCH | APO | SPA | AST |
| --------------- | --- | --- | --- | --- |
| FC Schalke 04   | –   | 1–0 | 2–2 | 4–0 |
| APOEL FC        | 0–3 | –   | 1–3 | 2–1 |
| Sparta Praga    | 1–1 | 2–0 | –   | 1–0 |
| Asteras Tripoli | 0–4 | 2–0 | 1–1 | –   |

### Grup L
| Pos. | Equip         | Pts | J | V | E | D | GF | GC | DG |
| ---- | ------------- | --- | - | - | - | - | -- | -- | -- |
| 1    | Athletic Club | 13  | 6 | 4 | 1 | 1 | 16 | 8  | +8 |
| 2    | Augsburg      | 9   | 6 | 3 | 0 | 3 | 12 | 11 | +1 |
| 3    | FK Partizan   | 9   | 6 | 3 | 0 | 3 | 10 | 14 | –4 |
| 4    | AZ Alkmaar    | 4   | 6 | 1 | 1 | 4 | 8  | 13 | -5 |

|               | ATH | AZA | AUG | PAR |
| ------------- | --- | --- | --- | --- |
| Athletic Club | –   | 2–2 | 3–1 | 5–1 |
| AZ Alkmaar    | 2–1 | –   | 0–1 | 1–2 |
| Augsburg      | 2–3 | 4–1 | –   | 1–3 |
| FK Partizan   | 0–2 | 3–2 | 1–3 | –   |

## Fase final
En aquesta fase s'incorporen els tercers classificats de la fase de grups de la Lliga de Campions: FC Xakhtar Donetsk, Manchester United FC, Galatasaray SK, Sevilla FC, Bayer Leverkusen, Olympiakos FC, FC Porto, València CF.

### Setzens de final
El sorteig se celebrà el 14 de desembre de 2015. L'anada es disputà el 16 I 18 de febrer, i la tornada el 24 i 25 de febrer de 2016.
| Equip 1               | Global    | Equip 2              | Anada | Tornada |
| --------------------- | --------- | -------------------- | ----- | ------- |
| València CF           | 10–0      | Rapid Viena          | 6–0   | 4–0     |
| ACF Fiorentina        | 1–4       | Tottenham Hotspur FC | 1–1   | 0–3     |
| Borussia Dortmund     | 3–0       | FC Porto             | 2–0   | 1–0     |
| Fenerbahçe SK         | 3–1       | Lokomotiv Moscou     | 2–0   | 1–1     |
| RSC Anderlecht        | 3–1 (pr.) | Olympiakos FC        | 1–0   | 2–1     |
| Midtjylland           | 3–6       | Manchester United FC | 2–1   | 1–5     |
| Augsburg              | 0–1       | Liverpool FC         | 0–0   | 0–1     |
| Sparta Praga          | 4–0       | FC Krasnodar         | 1–0   | 3–0     |
| Galatasaray SK        | 2–4       | SS Lazio             | 1–1   | 1–3     |
| FC Sion               | 3–4       | SC Braga             | 1–2   | 2–2     |
| FC Xakhtar Donetsk    | 3–0       | FC Schalke 04        | 0–0   | 3–0     |
| Olympique de Marsella | 1–2       | Athletic Club        | 0–1   | 1–1     |
| Sevilla FC            | 3–1       | Molde                | 3–0   | 0–1     |
| Sporting CP           | 1–4       | Bayer Leverkusen     | 0–1   | 1–3     |
| Vila-real CF          | 2–1       | SSC Napoli           | 1–0   | 1–1     |
| AS Saint-Étienne      | 4–4 (gcc) | FC Basel             | 3–2   | 1–2     |

### Vuitens de final
El sorteig se celebrà el 26 de febrer de 2016. L'anada es disputa el 10 de març, i la tornada el 17 de març de 2016.
| Equip 1            | Global    | Equip 2              | Anada | Tornada |
| ------------------ | --------- | -------------------- | ----- | ------- |
| FC Xakhtar Donetsk | 4–1       | RSC Anderlecht       | 3–1   | 1–0     |
| FC Basel           | 0–3       | Sevilla FC           | 0–0   | 0–3     |
| Vila-real CF       | 2–0       | Bayer Leverkusen     | 2–0   | 0–0     |
| Athletic Club      | 2–2 (gcc) | València CF          | 1–0   | 1–2     |
| Liverpool FC       | 3–1       | Manchester United FC | 2–0   | 1–1     |
| Sparta Praga       | 4–1       | SS Lazio             | 1–1   | 3–0     |
| Borussia Dortmund  | 5–1       | Tottenham Hotspur FC | 3–0   | 2–1     |
| Fenerbahçe SK      | 2–4       | SC Braga             | 1–0   | 1–4     |

### Quarts de final
El sorteig se celebrà el 18 de març de 2016. L'anada es disputà el 7 d'abril, i la tornada el 14 d'abril de 2016.
| Equip 1           | Global      | Equip 2            | Anada | Tornada |
| ----------------- | ----------- | ------------------ | ----- | ------- |
| SC Braga          | 1–6         | FC Xakhtar Donetsk | 1–2   | 0–4     |
| Vila-real CF      | 6–3         | Sparta Praga       | 2–1   | 4–2     |
| Athletic Club     | 3–3 (4–5 p) | Sevilla FC         | 1–2   | 2–1     |
| Borussia Dortmund | 4–5         | Liverpool FC       | 1–1   | 3–4     |

### Semifinals
El sorteig se celebrà el 15 d'abril de 2016. L'anada es disputà el 28 d'abril, i la tornada el 5 de maig de 2016.
| Equip 1            | Global | Equip 2      | Anada | Tornada |
| ------------------ | ------ | ------------ | ----- | ------- |
| Vila-real CF       | 1–3    | Liverpool FC | 1–0   | 0–3     |
| FC Xakhtar Donetsk | 3–5    | Sevilla FC   | 2–2   | 1–3     |

### Final
La final de la UEFA Europa League 2016 es va jugar el 18 de maig a l'estadi St. Jakob-Park de Basilea.
| Liverpool FC  | 1–3    | Sevilla FC                  |
| ------------- | ------ | --------------------------- |
| Sturridge 35' | Report | Gameiro 46' · Coke 64', 70' |

| UEFA Europa League 2015–2016 Guanyador |
| -------------------------------------- |
| Sevilla FC Cinquè títol                |

## Estadístiques

### Golejadors
| Pos. | Jugador                   | Equip                | Gols | Minuts jugats |
| ---- | ------------------------- | -------------------- | ---- | ------------- |
| 1    | Aritz Aduriz              | Athletic Club        | 10   | 907           |
| 2    | Cédric Bakambu            | Vila-real CF         | 9    | 942           |
| 3    | Kévin Gameiro             | Sevilla FC           | 8    | 674           |
| 3    | Pierre-Emerick Aubameyang | Borussia Dortmund    | 8    | 772           |
| 5    | Raúl Bobadilla            | Augsburg             | 6    | 412           |
| 5    | Érik Lamela               | Tottenham Hotspur FC | 6    | 572           |
| 7    | Aboubakar Oumarou         | FK Partizan          | 5    | 331           |
| 7    | Dries Mertens             | SSC Napoli           | 5    | 417           |
| 7    | José Callejón             | SSC Napoli           | 5    | 448           |
| 7    | Franco Di Santo           | FC Schalke 04        | 5    | 451           |
| 7    | David Lafata              | Sparta Praga         | 5    | 558           |
| 7    | Aleksandr Samédov         | Lokomotiv Moscou     | 5    | 720           |
| 7    | Marco Reus                | Borussia Dortmund    | 5    | 742           |

Font:

### Màxims assistents
| Pos. | Jugador            | Equip                | Assistències | Minuts jugats |
| ---- | ------------------ | -------------------- | ------------ | ------------- |
| 1    | Denis Suárez       | Vila-real CF         | 6            | 966           |
| 2    | Bořek Dočkal       | Sparta Praga         | 5            | 1029          |
| 3    | Son Heung-min      | Tottenham Hotspur FC | 4            | 504           |
| 3    | Nolan Roux         | AS Saint-Étienne     | 4            | 538           |
| 3    | Vitolo             | Sevilla FC           | 4            | 634           |
| 3    | Beñat              | Athletic Club        | 4            | 733           |
| 3    | Henrikh Mkhitarian | Borussia Dortmund    | 4            | 902           |
| 3    | Rafa Silva         | SC Braga             | 4            | 1070          |

Font: